# 담도암
담도암은 담도에서 발생하는 암이다. 일반적으로 60세 이상의 연령층에서 많이 발생하며 여성보다 남성에게서 1.3배 더 많이 발생한다.

## 원인
담도 결석, 담도 염증, 발암물질 노출 등이 있다.

## 증상
초기 상태에서는 대부분 뚜렷한 증상이 없다. 암에 의해 담도가 막히면 황달과 황달뇨가 나타날 수 있다.

## 치료
암의 위치, 진행 정도, 환자 상태에 따라 치료방법이 달라진다. 일차적인 치료법은 수술적 치료이다. 하지만 수술이 가능한 경우는 40~50%에 불과하다.

## 같이 보기
- 담도